# 美國持槍權
美國持槍權是美国公民具有的一项基本權，它受美國憲法第二修正案、美国权利法案以及美国州宪法的保护。美国持槍權受到1689年权利法案的影响。1776年美国独立战争后，美国大多数的州承認了原有的英国法律。